# Contea di Hotan
La contea di Hotan (和田县S) è una contea della Cina, situata nella regione autonoma di Xinjiang e amministrata dalla prefettura di Hotan.